# Franck et Dean
Pour plus de détails, voir Fiche technique et Distribution.

Franck et Dean est un court-métrage belge réalisé par  Céline Charlier, sorti en 2012[Où ?].

## Synopsis
Deux amis déambulent dans Bruxelles la nuit, à pied ou en taxi. Après quelques verres et plusieurs rencontres au café, restaurant, boite de nuit ou à la foire, ils dévoilent leurs joies et leurs peines. L'aube les renvoie à leur réalité.

## Fiche technique
- Réalisation : Céline Charlier[1]
- Scénario : Didier Gesquière
- Conseiller artistique : François Troukens
- Producteur : Benjamin Stienon
- Montage : Jérôme Poels
- Son : Quentin Collette
- Chef opérateur : Damien Huvelle[2]
- Chef machino : Richard Desmarlière
- Styliste : Sarah Prévot
- Régisseur général: Jonathan Jacobs
- Photographe de plateau: Sylvain Reygaerts
- Musique : Simon Eve
- Production : Popiul Production
- Format : court-métrage
- Durée : 20 minutes
- Date de sortie :
  - Belgique : 2012

## Distribution
- Didier Gesquière : Franck
- Daan[3] : Dean
- Bruno Borsu : le barman
- Hélène Couvert : Anna
- William Dunker : le cuistot
- Éric Deflandre : le garde de la sécurité
- Jacques Bredael : le serveur
- Jean-Louis Sbille : le vieux-beau
- Jérôme Colin : le taximan[4]
- Stéphane Pauwels : le dragueur
- Cathy Immelen : la serveuse
- Marion : Madame Chapeau

## Production
Le film a été tourné en juin 2012.

### Titre
Le titre Franck et Dean fait référence au prénom de deux crooners, Frank Sinatra et Dean Martin.

## Prix et récompenses
- 2014 : festival "À vos courts" : 
  - Prix du public
  - Prix du jury